# Quadreca
Quadreca foi uma revista científica sobre histórias em quadrinhos publicada pela Editora-Laboratório Com-Arte, selo da Editora da Universidade de São Paulo, parte do Departamento de Jornalismo e Editoração da Escola de Comunicações e Artes da Universidade de São Paulo (ECA-USP).

## Histórico
A revista foi fundada em 1977 pela bibliotecária Sônia Luyten,  que editou sete edições entre 1977 e 1980,, na quarta edição da revista, publicada em 1978, foi totalmente dedicada aos mangás, nome dado aos quadrinhos japoneses, que mais tarde seria ampliado em uma tese de doutorado e o livro Mangá – O Poder dos Quadrinhos Japoneses, publicado em 1991.
Em 1984, a revista voltou a circular, com duas edições por João Gualberto Costa, o Gual, e José Alberto Lovetro, o Jal. e orientação de Antônio Luiz Cagnin. que em 1990, ao lado de Álvaro de Moya e Waldomiro Vergueiro fundou o Núcleo de Pesquisas de Histórias em QuadrinhosÁlvaro de Moya e Waldomiro Vergueiro
Em 1999, Cagnin reativou a revista, edição 10 contou com textos de  Sônia Luyten, Waldomiro Vergueiro e do próprio Cagnin. Em 2006, foi lançado seu último número, em 2010, a revista deu origem a um selo da Editora-Laboratório Com-Arte chamado "Projeto Quadreca", cujo site publica edições digitalizadas em formato pdf (e-zine) e novos artigos.